# بيدراس ألباس
بلدية بيدراس ألباس (بالإسبانية: Piedras Albas)‏، هي بلدية تقع في مقاطعة قصرش والتي تقع في منطقة إكستريمادورا، غرب إسبانيا.
يبلغ عدد سكانها 186 نسمة وفقاً لإحصائية سنة (2002).